# Luisa Albinoni
Luisa Carmen Russo (Buenos Aires, 17 de enero de 1952), conocida artísticamente como Luisa Albinoni, es una actriz, comediante, cantante, panelista y vedette argentina, que destacó tanto en teatro como en cine y televisión. También protagonizó comedias musicales en teatro.

## Biografía
Luisa Albinoni nació en el Hospital Álvarez, creció en el barrio de Villa Urquiza y estudió en el colegio de monjas Emilia Mountier de Pirán. Aprendió desde chica canto de manos de su padre, quien alcanzó a grabar un disco antes de renunciar a esa vocación para dedicarse a su familia. Comenzó su carrera a temprana edad como modelo a los 13 años. En 1981 fue la superestrella de Boca en la campaña publicitaria Club Atlético Boca Juniors.
A principio de 1980 tuvo su gran oportunidad en cine y televisión con personajes cómicos y sexys.
Estudió teatro con Roberto Durán, canto con Nicolás Amato, vocalización y foniatría con Susana Naidich, danza jazz con Cecilia Gesualdo y Noemí Coelho y Danza Moderna con Freddy Romero y Ana Itelman.

## Cine
Su gran belleza la llevó a la pantalla grande argentina con películas generalmente compartidas con grandes humoristas como Alberto Olmedo, Jorge Porcel, Javier Portales, Mario Sánchez, entre otros; y las vedettes Susana Giménez, Moria Casán y Graciela Alfano. Trabajó con directores como Gerardo Sofovich, Hugo Sofovich, Enrique Cáceres y Juan Carlos Mesa. Su filmografía incluye las películas:
- 1979: Así no hay cama que aguante.
- 1980: A los cirujanos se les va la mano, junto con Alberto Olmedo, Jorge Porcel, Susana Giménez y Moria Casán.
- 1980: Departamento compartido con Alberto Olmedo, Tato Bores, Graciela Alfano y César Bertrand.
- 1981: Amante para dos, esta vez también junto a Olmedo, Casán y Bores.
- 1981: Te rompo el rating junto a Jorge Porcel, Moria Casán y Javier Portales en el papel de "Silvia" , una secretaria distraída.
- 1981: Las mujeres son cosa de guapos nuevamente junto a los capos del humor.
- 1981: Abierto día y noche con Juan Carlos Calabró, Ricardo Darín, Alicia Zanca, Tincho Zabala y Nelly Beltrán.
- 1982: Los fierecillos indomables  en el papel de "Vanina Seré" con Alberto Olmedo, Jorge Porcel y Susana Traverso.
- 1982: Los fierecillos se divierten como "Luisa Larreta", con Alberto Olmedo, Jorge Porcel y Susana Traverso.
- 1983: Los extraterrestres como "Luisa", mostrando sus dotes como vedette y cantante, con Alberto Olmedo, Jorge Porcel y Susana Traverso.
- 1983: Los reyes del sablazo como "Luisa", con Alberto Olmedo, Jorge Porcel, Susana Traverso, Dorys del Valle y Emilio Disi.
- 1985: El telo y la tele de Hugo Sofovich junto a Moria Casán, Emilio Disi, Jorge Martínez y Carmen Barbieri.
- 1991: Juego limpio con Silvina Rada, Daniel Miglioranza, María Luisa Robledo y Alfredo Iglesias.
- 2017: La vida sin brillos dirigida por Guillermo Félix y Nicolás Teté.
- 2018: Bañeros 5: lentos y cargosos.[4]

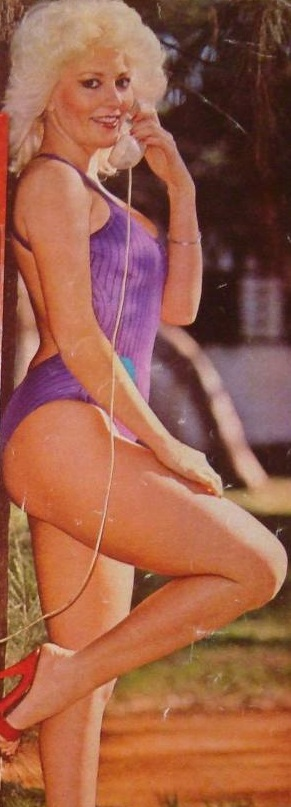
Luisa Albinoni en la Revista Radiolandia (1981).

## Televisión
- 1970: Todos nosotros (teleteatro en Canal 2).
- 1979: Vivir es maravilloso.
- 1980: Porcel para todos por Canal 9.
- 1980-1981: Hilda, en el papel de Zulema Marchetti.
- 1981: Treinta años y una noche.
- 1981: Departamento de comedia. También participa en la fiesta de aniversario de Canal 9.
- 1981-1984: Operación Ja Já, para volver nuevamente en 1987; aquí sobresalió su personaje picaresco con la frase "Hola, mami!" en el scketch. La peluquería de Don Mateo de Gerardo Sofovich.
- 1982: A Inglaterra con humor, el único programa televisado durante la Guerra de las Malvinas.
- 1985-1986: Recreo 22.
- 1987-1988: El Groncho y la Dama, volviendo en 1993.
- 1989-1990: Vivan los novios.
- 1990-1991: Detective de señoras por Canal 13.
- 1994-1995: De broma en broma.
- 1995-1996: Hola, Papi, con Carlos Calvo.
- 1997: La peluquería de Don Mateo con Berugo Carámbula.[5]
- 2012: Graduados, en el papel de la "Preceptora Radicce".[6]
- 2013: Bendita (en la sección de Los Mazitelli), en el papel de la madre de Lili.
- 2013: Solamente vos, en el papel de Delia.[7]
- 2016: La peluquería de Don Mateo con Miguel Ángel Rodríguez.
- 2017: Polémica en el bar.[8]
- 2019-2022: Cortá por Lozano (panelista).
- 2020: Cantando por un sueño (participante).
- 2021: MasterChef Celebrity Argentina 3 (participante)
- 2023-presente: Desayuno americano (cocinera)

## Teatro
Su debut teatral fue en 1975 en el teatro independiente con la obra Proceso por la sombra de un burro. Pasó luego por otros teatros reconocidos como Hermitage, La Campana y Regina de Mar del Plata; Premier, Tabarís, San Martín y Astros de Buenos Aires; con obras como:
- El mundo de Mamarracho (1975).
- Volando por las ventanas (1978).
- Locas por el biógrafo (1978).
- Aquí no podemos hacerlo (1979), tras reemplazar a Dalma Milebo.
- Blass (1979).
- Te la cambio por la mía (1981).
- Hola mami, hola señor (1982).
- El champagne las pone mimosas (1983).
- La quinta de Colombo (1983).
- La revista del paro general (1984).
- Bombas las del Tabarís (1985).
- Según cómo se mira (1985).
- Lomo a la pimienta (1986-1988).
- Qué noche de casamiento (1992).
- La argolla en la nariz (1992-1993).
- Vengo por el aviso (1996-1997).
- Qué noche de casamiento (1997-1998).
- Tal como somos (2005).
- Acaloradas (2008).
- Póstumos de José María Muscari (2013).
- Familia de mujeres (2014).
- Los Grimaldi (2014).
- Mujeres de ceniza (2015).
- Extinguidas (2015 - 2016).
- Mujeres de ceniza (2016).
- Caprichos... y algo más (2017).
- La gran Revista Norteña (2017).
- Derechas (2018-2019).
- Un estreno o un velorio con Flavio Mendoza (2020-2021).
- Argentina La Revista con Nito Artaza (2023)

Su primera comedia fue Hola mami, hola señor en el Teatro Premier, encabezando con Santiago Bal. Trabajó en las últimas revistas junto al capocómico José Marrone. También hizo comedia musical con Pepe Cibrián.

## Radioteatro
Durante el 2005 hizo el radioteatro de Alberto Migré con Tanto lío por un té y con Jugando con la mente por Radio Belgrano.[cita requerida]

## Polémica
En 2011 se hizo recordada por los medios actuales debido a un incidente que sufrió su sobrino en un robo. En ese momento, al ser entrevistada por Crónica TV, expresó su disgusto en una frase que la hizo muy popular: «Perdón si alguno se ofendió, porque después comienzan las ofensas, perdón pero ¡tengo las bolas llenas!».

## Vida privada
Tuvo una relación de seis años con el humorista Jorge Porcel. Durante el 2009 tuvo un romance secreto con el expresidente Carlos Menem con quien tenía una amistad de varios años, conocidos mediante un amigo en común, Pepe Parada.
Después de varios intentos de concebir un hijo luego del fallecimiento del primero, cuando ella tenía tan solo 19 años, en el 2012 se le otorgó la adopción de una nena de 5 años luego de un largo trámite que comenzó en 2004, siendo madre soltera.